# کوی‌اپیوه
کَوی‌اپیوه یا کَی‌اپیوه در اوستا پسر کی‌قباد است. در زامیادیشت آمده که دارای فر کیانی بوده است. در فروردین‌یشت نیز به نام کوی ائیپی ونگهو یاد شده‌است. در فصل ۳۱ بندهشن در بند ۲۵ مندرج است که از کوی‌کوات، کی‌اپیوه بوجود آمد. کی‌آرش، کی‌ویارش، کی‌پسیان، و کی‌کاووس از کی‌اپیوه بوجود آمدند. سیاوخش از کی‌کاووس و کی‌خسرو از سیاوخش به وجود آمد.
در تاریخ بلعمی از کی‌قباد و فرزندانش چنین یاد شده‌است:
و کیقباد دخترِ مهتری از مهتران ترکستان به زنی کرده بود. و او را از آن زن پنج فرزند آمد. نام‌های ایشان یکی کی‌افنه و کی‌کاووس و کی‌آرش و کی‌پشین و کی‌بیه. و کی به زبانِ پهلوی نیکو بود. و این همه فرزندانِ کیقباد بودند. وی مَلِکی با عدل و داد بود و جهان‌آباد کرد و خراج نستد مگر عُشر. پس نشست به بلخ داشتی، به لبِ جیحون بدان حد که میان او بود و میان ترکان. و صد سال پادشاهی کرد. و آن قصه‌های بنی‌اسرائیل که از پسِ موسی بود همه در عهد کیقباد بود.